# 몬타노케라톱스
몬타노케라톱스(Montanoceratops)는 중생대 백악기 후기(약 7,600만년 전~6,700만년 전)에 서식한 초식공룡이다. 화석은 미국 몬태나주에서 발견되었다. 학명은 화석이 발견된 지명에서 유래하여 '몬태나의 뿔을 가진 얼굴'이라는 의미를 갖고 있다. 머리는 작고, 앵무새를 닮은 입과 큰 목덜미 장식을 가지고 있다.코 위에 작은 뿔이 있다. 앞다리가 길고, 뒷다리는 굵은 편이다. 렙토케라톱스(Leptoceratops)와 비슷하게 생겼다. 꼬리에 돌기가 높게 돋아 있다. 전체 몸 길이는 약 3m, 체중은 300 kg~400kg정도 되었을 것으로 추정된다.

## 어원
속명인 몬타노케라톱스는 "몬태나의 뿔 달린 얼굴" 이란 의미로 완모식표본의 발견지인 몬태나 주의 이름과 "뿔"이라는 의미의 그리스어 "케라스" (κερας)와 "얼굴이라는 의미의 "옵스" (ωψ)의 합성어이다. 모식종이며 유일하게 유효한 종은 몬타노케라톱스 케로린코스 (Montanoceratops cerorhynchos)이다.

## 발견과 종

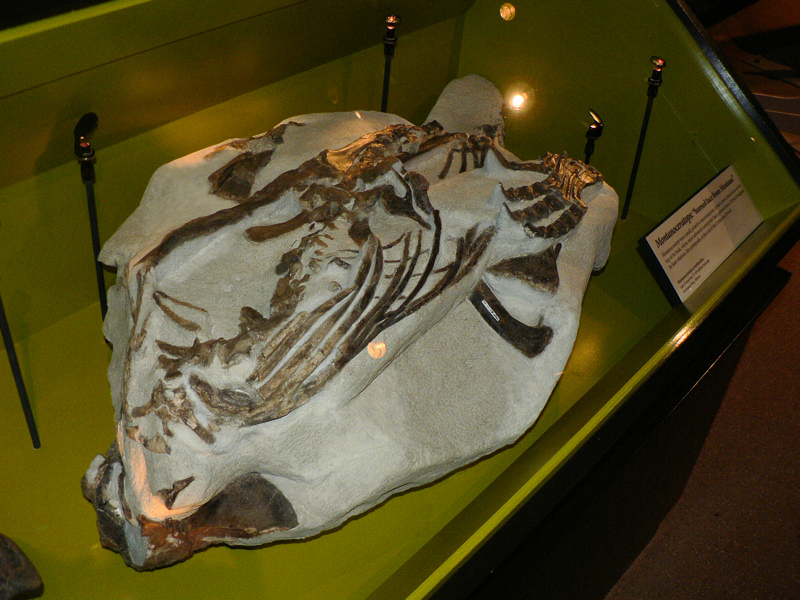
왕립 티렐 고생물학박물관에 전시된 화석

현재 몬타노케라톱스로 알려져 있는 최초의 화석은 몬태나주 버팔로 호수 서쪽 블랙핏 인디언 보호구역 (Blackfeet Indian Reservation)의 세인트메리 리버 층 (St. Mary River Formation)에서 발견되었다. 1916년에 미국 자연사박물관의 바넘 브라운과 피터 C. 카이센이 백악기 마스트리흐트절, 약 7천만년 전에 쌓인 육성퇴적층에서 표본을 채취했다. 브라운과 그 조수인 에릭 슐라이커 (Erich M. Schlaikjer)가 1935년에 렙토케라톱스 케로린코스로 보고하였다.
바넘 브라운이 발견한 원래의 모식표본은 AMNH 5464 로 매우 불완전한 두개골과 아래턱, 완전한 경추 열한 개, 흉추 열두 개, 천추 여덟 개, 완전한 미추 열세 개와 두 개의 중심체, 몇 개의 갈비뼈 그리고 오른쪽 치골과 오른쪽 장골 끝부분을 제외한 골반 전체, 양쪽 대퇴골 (346mm), 왼쪽 경골 (355mm), 왼쪽 비골과 왼쪽 목말뼈, 왼쪽 두번째 손가락과 세번째 손가락 전체, 왼쪽 뒷발 첫번째 세번째 네번째 발가락의 마지막 마디로 구성되어 있다. 이 표본은 미국 뉴욕의 미국 자연사박물관에 보관되어 있다.
1986년에 데이비드 B. 웨이샴펠이 몬태나 글래시어 카운티의 세인트메리 리버 층의 리틀 로키 쿨리 위치에서 몬타노케라톱스로 분류될 수 있는 화석들을 추가로 발견했다. 이 표본은 마스트리흐트절로 보이는 육성퇴적층에서 발견되었다. 1998년에 브렌다 치네리와 웨이샴펠이 이 표본에 대한 논문을 발표하였다. 2001년에 마코비키가 불완전하지만 보존상태가 좋은 뇌머리뼈인 AMNH 5244를 연구하고 논문을 발표하면서 이것을 몬타노케라톱스로 분류하였다. 이 표본은 1910년에 바넘 브라운이 발견한 것으로 캐나다 앨버타 주의 호스슈캐년 층, 톨만 페리 부근 레드디어 강 동쪽 강둑의 육성퇴적물에서 발견했다. 이 표본 역시 미국 자연사박물관에 보관되어 있다.

## 분류
1942년에 브라운은 모식표본인 AMNH 5464 을 렙토케라톱스 속으로 분류하면서 이것을 프로토케라톱스과의 일원이라고 결론내렸다. 1951년에 찰스 모트람 스터버그가 렙토케라톱스에 속하는 표본들을 더 연구하고 AMNH 5464는 별개의 속이라고 보아 새로운 속인 몬타노케라톱스로 재분류하였다. 1996년에 치너리와 웨이샴펠은 원시적인 신각룡류들에 대한 계통발생학적 분석을 수행하여 프로토케라톱스과가 다계통군(polyphyetic group) 이므로 유효하지 않은 분류군이라는 것을 보이고 몬타노케라톱스를 원시적 신각룡류 중에서 가장 분화된 것이라고 보았다. 2001년에 마코비키는 몬타노케라톱스가 렙토케라톱스과에 속한다고 결론내리면서 렙토케라톱스 그라킬리스를 비롯해 트리케라톱스호리두스보다 렙토케라톱스에 가까운 모든 종을 포함하는 것으로 렙토케라톱스과를 정의했다. 라이언 외의 2012년 연구에서 이 분류를 재확인했다.
다음 분지도는 마이클 J. 라이언, 데이비드 C. 에반스, 필립 J. 커리, 칼렙 M. 브라운과 돈 브링크만의 2012년 계통발생학적 분석에 기반한 것으로 몬타노케라톱스가 렙토케라톱스과로 분류된 속들 안에 포함되는 것을 보여주고 있다.
|  | 주청케라톱스                                                        |
|  |                                                                     |
|  | \| \| 그리포케라톱스 \| \| \| \| \| \| 우네스코케라톱스 \| \| \| \| |
|  |                                                                     |
|  | 그리포케라톱스                                                      |
|  |                                                                     |
|  | 우네스코케라톱스                                                    |
|  |                                                                     |

|  | 그리포케라톱스   |
|  |                  |
|  | 우네스코케라톱스 |
|  |                  |

|  | 주청케라톱스                                                        |
|  |                                                                     |
|  | \| \| 그리포케라톱스 \| \| \| \| \| \| 우네스코케라톱스 \| \| \| \| |
|  |                                                                     |
|  | 그리포케라톱스                                                      |
|  |                                                                     |
|  | 우네스코케라톱스                                                    |
|  |                                                                     |

|  | 그리포케라톱스   |
|  |                  |
|  | 우네스코케라톱스 |
|  |                  |

|  | 주청케라톱스                                                        |
|  |                                                                     |
|  | \| \| 그리포케라톱스 \| \| \| \| \| \| 우네스코케라톱스 \| \| \| \| |
|  |                                                                     |
|  | 그리포케라톱스                                                      |
|  |                                                                     |
|  | 우네스코케라톱스                                                    |
|  |                                                                     |

|  | 그리포케라톱스   |
|  |                  |
|  | 우네스코케라톱스 |
|  |                  |

|  | 주청케라톱스                                                        |
|  |                                                                     |
|  | \| \| 그리포케라톱스 \| \| \| \| \| \| 우네스코케라톱스 \| \| \| \| |
|  |                                                                     |
|  | 그리포케라톱스                                                      |
|  |                                                                     |
|  | 우네스코케라톱스                                                    |
|  |                                                                     |

|  | 그리포케라톱스   |
|  |                  |
|  | 우네스코케라톱스 |
|  |                  |

|  | 주청케라톱스                                                        |
|  |                                                                     |
|  | \| \| 그리포케라톱스 \| \| \| \| \| \| 우네스코케라톱스 \| \| \| \| |
|  |                                                                     |
|  | 그리포케라톱스                                                      |
|  |                                                                     |
|  | 우네스코케라톱스                                                    |
|  |                                                                     |

|  | 그리포케라톱스   |
|  |                  |
|  | 우네스코케라톱스 |
|  |                  |

|  | 주청케라톱스                                                        |
|  |                                                                     |
|  | \| \| 그리포케라톱스 \| \| \| \| \| \| 우네스코케라톱스 \| \| \| \| |
|  |                                                                     |
|  | 그리포케라톱스                                                      |
|  |                                                                     |
|  | 우네스코케라톱스                                                    |
|  |                                                                     |

|  | 그리포케라톱스   |
|  |                  |
|  | 우네스코케라톱스 |
|  |                  |

|  | 주청케라톱스                                                        |
|  |                                                                     |
|  | \| \| 그리포케라톱스 \| \| \| \| \| \| 우네스코케라톱스 \| \| \| \| |
|  |                                                                     |
|  | 그리포케라톱스                                                      |
|  |                                                                     |
|  | 우네스코케라톱스                                                    |
|  |                                                                     |

|  | 그리포케라톱스   |
|  |                  |
|  | 우네스코케라톱스 |
|  |                  |

|  | 주청케라톱스                                                        |
|  |                                                                     |
|  | \| \| 그리포케라톱스 \| \| \| \| \| \| 우네스코케라톱스 \| \| \| \| |
|  |                                                                     |
|  | 그리포케라톱스                                                      |
|  |                                                                     |
|  | 우네스코케라톱스                                                    |
|  |                                                                     |

|  | 그리포케라톱스   |
|  |                  |
|  | 우네스코케라톱스 |
|  |                  |

|  | 주청케라톱스                                                        |
|  |                                                                     |
|  | \| \| 그리포케라톱스 \| \| \| \| \| \| 우네스코케라톱스 \| \| \| \| |
|  |                                                                     |
|  | 그리포케라톱스                                                      |
|  |                                                                     |
|  | 우네스코케라톱스                                                    |
|  |                                                                     |

|  | 그리포케라톱스   |
|  |                  |
|  | 우네스코케라톱스 |
|  |                  |

|  | 주청케라톱스                                                        |
|  |                                                                     |
|  | \| \| 그리포케라톱스 \| \| \| \| \| \| 우네스코케라톱스 \| \| \| \| |
|  |                                                                     |
|  | 그리포케라톱스                                                      |
|  |                                                                     |
|  | 우네스코케라톱스                                                    |
|  |                                                                     |

|  | 그리포케라톱스   |
|  |                  |
|  | 우네스코케라톱스 |
|  |                  |

|  | 주청케라톱스                                                        |
|  |                                                                     |
|  | \| \| 그리포케라톱스 \| \| \| \| \| \| 우네스코케라톱스 \| \| \| \| |
|  |                                                                     |
|  | 그리포케라톱스                                                      |
|  |                                                                     |
|  | 우네스코케라톱스                                                    |
|  |                                                                     |

|  | 그리포케라톱스   |
|  |                  |
|  | 우네스코케라톱스 |
|  |                  |

|  | 주청케라톱스                                                        |
|  |                                                                     |
|  | \| \| 그리포케라톱스 \| \| \| \| \| \| 우네스코케라톱스 \| \| \| \| |
|  |                                                                     |
|  | 그리포케라톱스                                                      |
|  |                                                                     |
|  | 우네스코케라톱스                                                    |
|  |                                                                     |

|  | 그리포케라톱스   |
|  |                  |
|  | 우네스코케라톱스 |
|  |                  |

|  | 주청케라톱스                                                        |
|  |                                                                     |
|  | \| \| 그리포케라톱스 \| \| \| \| \| \| 우네스코케라톱스 \| \| \| \| |
|  |                                                                     |
|  | 그리포케라톱스                                                      |
|  |                                                                     |
|  | 우네스코케라톱스                                                    |
|  |                                                                     |

|  | 그리포케라톱스   |
|  |                  |
|  | 우네스코케라톱스 |
|  |                  |

|  | 주청케라톱스                                                        |
|  |                                                                     |
|  | \| \| 그리포케라톱스 \| \| \| \| \| \| 우네스코케라톱스 \| \| \| \| |
|  |                                                                     |
|  | 그리포케라톱스                                                      |
|  |                                                                     |
|  | 우네스코케라톱스                                                    |
|  |                                                                     |

|  | 그리포케라톱스   |
|  |                  |
|  | 우네스코케라톱스 |
|  |                  |

|  | 주청케라톱스                                                        |
|  |                                                                     |
|  | \| \| 그리포케라톱스 \| \| \| \| \| \| 우네스코케라톱스 \| \| \| \| |
|  |                                                                     |
|  | 그리포케라톱스                                                      |
|  |                                                                     |
|  | 우네스코케라톱스                                                    |
|  |                                                                     |

|  | 그리포케라톱스   |
|  |                  |
|  | 우네스코케라톱스 |
|  |                  |

|  | 주청케라톱스                                                        |
|  |                                                                     |
|  | \| \| 그리포케라톱스 \| \| \| \| \| \| 우네스코케라톱스 \| \| \| \| |
|  |                                                                     |
|  | 그리포케라톱스                                                      |
|  |                                                                     |
|  | 우네스코케라톱스                                                    |
|  |                                                                     |

|  | 그리포케라톱스   |
|  |                  |
|  | 우네스코케라톱스 |
|  |                  |

|  | 주청케라톱스                                                        |
|  |                                                                     |
|  | \| \| 그리포케라톱스 \| \| \| \| \| \| 우네스코케라톱스 \| \| \| \| |
|  |                                                                     |
|  | 그리포케라톱스                                                      |
|  |                                                                     |
|  | 우네스코케라톱스                                                    |
|  |                                                                     |

|  | 그리포케라톱스   |
|  |                  |
|  | 우네스코케라톱스 |
|  |                  |

|  | 주청케라톱스                                                        |
|  |                                                                     |
|  | \| \| 그리포케라톱스 \| \| \| \| \| \| 우네스코케라톱스 \| \| \| \| |
|  |                                                                     |
|  | 그리포케라톱스                                                      |
|  |                                                                     |
|  | 우네스코케라톱스                                                    |
|  |                                                                     |

|  | 그리포케라톱스   |
|  |                  |
|  | 우네스코케라톱스 |
|  |                  |

|  | 주청케라톱스                                                        |
|  |                                                                     |
|  | \| \| 그리포케라톱스 \| \| \| \| \| \| 우네스코케라톱스 \| \| \| \| |
|  |                                                                     |
|  | 그리포케라톱스                                                      |
|  |                                                                     |
|  | 우네스코케라톱스                                                    |
|  |                                                                     |

|  | 그리포케라톱스   |
|  |                  |
|  | 우네스코케라톱스 |
|  |                  |

|  | 주청케라톱스                                                        |
|  |                                                                     |
|  | \| \| 그리포케라톱스 \| \| \| \| \| \| 우네스코케라톱스 \| \| \| \| |
|  |                                                                     |
|  | 그리포케라톱스                                                      |
|  |                                                                     |
|  | 우네스코케라톱스                                                    |
|  |                                                                     |

|  | 그리포케라톱스   |
|  |                  |
|  | 우네스코케라톱스 |
|  |                  |

|  | 주청케라톱스                                                        |
|  |                                                                     |
|  | \| \| 그리포케라톱스 \| \| \| \| \| \| 우네스코케라톱스 \| \| \| \| |
|  |                                                                     |
|  | 그리포케라톱스                                                      |
|  |                                                                     |
|  | 우네스코케라톱스                                                    |
|  |                                                                     |

|  | 그리포케라톱스   |
|  |                  |
|  | 우네스코케라톱스 |
|  |                  |

|  | 주청케라톱스                                                        |
|  |                                                                     |
|  | \| \| 그리포케라톱스 \| \| \| \| \| \| 우네스코케라톱스 \| \| \| \| |
|  |                                                                     |
|  | 그리포케라톱스                                                      |
|  |                                                                     |
|  | 우네스코케라톱스                                                    |
|  |                                                                     |

|  | 그리포케라톱스   |
|  |                  |
|  | 우네스코케라톱스 |
|  |                  |

|  | 주청케라톱스                                                        |
|  |                                                                     |
|  | \| \| 그리포케라톱스 \| \| \| \| \| \| 우네스코케라톱스 \| \| \| \| |
|  |                                                                     |
|  | 그리포케라톱스                                                      |
|  |                                                                     |
|  | 우네스코케라톱스                                                    |
|  |                                                                     |

|  | 그리포케라톱스   |
|  |                  |
|  | 우네스코케라톱스 |
|  |                  |

|  | 주청케라톱스                                                        |
|  |                                                                     |
|  | \| \| 그리포케라톱스 \| \| \| \| \| \| 우네스코케라톱스 \| \| \| \| |
|  |                                                                     |
|  | 그리포케라톱스                                                      |
|  |                                                                     |
|  | 우네스코케라톱스                                                    |
|  |                                                                     |

|  | 그리포케라톱스   |
|  |                  |
|  | 우네스코케라톱스 |
|  |                  |

|  | 주청케라톱스                                                        |
|  |                                                                     |
|  | \| \| 그리포케라톱스 \| \| \| \| \| \| 우네스코케라톱스 \| \| \| \| |
|  |                                                                     |
|  | 그리포케라톱스                                                      |
|  |                                                                     |
|  | 우네스코케라톱스                                                    |
|  |                                                                     |

|  | 그리포케라톱스   |
|  |                  |
|  | 우네스코케라톱스 |
|  |                  |

|  | 주청케라톱스                                                        |
|  |                                                                     |
|  | \| \| 그리포케라톱스 \| \| \| \| \| \| 우네스코케라톱스 \| \| \| \| |
|  |                                                                     |
|  | 그리포케라톱스                                                      |
|  |                                                                     |
|  | 우네스코케라톱스                                                    |
|  |                                                                     |

|  | 그리포케라톱스   |
|  |                  |
|  | 우네스코케라톱스 |
|  |                  |

|  | 주청케라톱스                                                        |
|  |                                                                     |
|  | \| \| 그리포케라톱스 \| \| \| \| \| \| 우네스코케라톱스 \| \| \| \| |
|  |                                                                     |
|  | 그리포케라톱스                                                      |
|  |                                                                     |
|  | 우네스코케라톱스                                                    |
|  |                                                                     |

|  | 그리포케라톱스   |
|  |                  |
|  | 우네스코케라톱스 |
|  |                  |

|  | 주청케라톱스                                                        |
|  |                                                                     |
|  | \| \| 그리포케라톱스 \| \| \| \| \| \| 우네스코케라톱스 \| \| \| \| |
|  |                                                                     |
|  | 그리포케라톱스                                                      |
|  |                                                                     |
|  | 우네스코케라톱스                                                    |
|  |                                                                     |

|  | 그리포케라톱스   |
|  |                  |
|  | 우네스코케라톱스 |
|  |                  |

|  | 주청케라톱스                                                        |
|  |                                                                     |
|  | \| \| 그리포케라톱스 \| \| \| \| \| \| 우네스코케라톱스 \| \| \| \| |
|  |                                                                     |
|  | 그리포케라톱스                                                      |
|  |                                                                     |
|  | 우네스코케라톱스                                                    |
|  |                                                                     |

|  | 그리포케라톱스   |
|  |                  |
|  | 우네스코케라톱스 |
|  |                  |

|  | 주청케라톱스                                                        |
|  |                                                                     |
|  | \| \| 그리포케라톱스 \| \| \| \| \| \| 우네스코케라톱스 \| \| \| \| |
|  |                                                                     |
|  | 그리포케라톱스                                                      |
|  |                                                                     |
|  | 우네스코케라톱스                                                    |
|  |                                                                     |

|  | 그리포케라톱스   |
|  |                  |
|  | 우네스코케라톱스 |
|  |                  |

|  | 주청케라톱스                                                        |
|  |                                                                     |
|  | \| \| 그리포케라톱스 \| \| \| \| \| \| 우네스코케라톱스 \| \| \| \| |
|  |                                                                     |
|  | 그리포케라톱스                                                      |
|  |                                                                     |
|  | 우네스코케라톱스                                                    |
|  |                                                                     |

|  | 그리포케라톱스   |
|  |                  |
|  | 우네스코케라톱스 |
|  |                  |

|  | 주청케라톱스                                                        |
|  |                                                                     |
|  | \| \| 그리포케라톱스 \| \| \| \| \| \| 우네스코케라톱스 \| \| \| \| |
|  |                                                                     |
|  | 그리포케라톱스                                                      |
|  |                                                                     |
|  | 우네스코케라톱스                                                    |
|  |                                                                     |

|  | 그리포케라톱스   |
|  |                  |
|  | 우네스코케라톱스 |
|  |                  |

|  | 바가케라톱스   |
|  |                |
|  | 프로토케라톱스 |
|  |                |

|  | 주니케라톱스 |
|  |              |
|  | 케라톱스과   |
|  |              |

|  | 바가케라톱스   |
|  |                |
|  | 프로토케라톱스 |
|  |                |

|  | 주니케라톱스 |
|  |              |
|  | 케라톱스과   |
|  |              |

|  | 바가케라톱스   |
|  |                |
|  | 프로토케라톱스 |
|  |                |

|  | 주니케라톱스 |
|  |              |
|  | 케라톱스과   |
|  |              |

|  | 바가케라톱스   |
|  |                |
|  | 프로토케라톱스 |
|  |                |

|  | 주니케라톱스 |
|  |              |
|  | 케라톱스과   |
|  |              |

|  | 주청케라톱스                                                        |
|  |                                                                     |
|  | \| \| 그리포케라톱스 \| \| \| \| \| \| 우네스코케라톱스 \| \| \| \| |
|  |                                                                     |
|  | 그리포케라톱스                                                      |
|  |                                                                     |
|  | 우네스코케라톱스                                                    |
|  |                                                                     |

|  | 그리포케라톱스   |
|  |                  |
|  | 우네스코케라톱스 |
|  |                  |

|  | 주청케라톱스                                                        |
|  |                                                                     |
|  | \| \| 그리포케라톱스 \| \| \| \| \| \| 우네스코케라톱스 \| \| \| \| |
|  |                                                                     |
|  | 그리포케라톱스                                                      |
|  |                                                                     |
|  | 우네스코케라톱스                                                    |
|  |                                                                     |

|  | 그리포케라톱스   |
|  |                  |
|  | 우네스코케라톱스 |
|  |                  |

|  | 주청케라톱스                                                        |
|  |                                                                     |
|  | \| \| 그리포케라톱스 \| \| \| \| \| \| 우네스코케라톱스 \| \| \| \| |
|  |                                                                     |
|  | 그리포케라톱스                                                      |
|  |                                                                     |
|  | 우네스코케라톱스                                                    |
|  |                                                                     |

|  | 그리포케라톱스   |
|  |                  |
|  | 우네스코케라톱스 |
|  |                  |

|  | 주청케라톱스                                                        |
|  |                                                                     |
|  | \| \| 그리포케라톱스 \| \| \| \| \| \| 우네스코케라톱스 \| \| \| \| |
|  |                                                                     |
|  | 그리포케라톱스                                                      |
|  |                                                                     |
|  | 우네스코케라톱스                                                    |
|  |                                                                     |

|  | 그리포케라톱스   |
|  |                  |
|  | 우네스코케라톱스 |
|  |                  |

|  | 주청케라톱스                                                        |
|  |                                                                     |
|  | \| \| 그리포케라톱스 \| \| \| \| \| \| 우네스코케라톱스 \| \| \| \| |
|  |                                                                     |
|  | 그리포케라톱스                                                      |
|  |                                                                     |
|  | 우네스코케라톱스                                                    |
|  |                                                                     |

|  | 그리포케라톱스   |
|  |                  |
|  | 우네스코케라톱스 |
|  |                  |

|  | 주청케라톱스                                                        |
|  |                                                                     |
|  | \| \| 그리포케라톱스 \| \| \| \| \| \| 우네스코케라톱스 \| \| \| \| |
|  |                                                                     |
|  | 그리포케라톱스                                                      |
|  |                                                                     |
|  | 우네스코케라톱스                                                    |
|  |                                                                     |

|  | 그리포케라톱스   |
|  |                  |
|  | 우네스코케라톱스 |
|  |                  |

|  | 주청케라톱스                                                        |
|  |                                                                     |
|  | \| \| 그리포케라톱스 \| \| \| \| \| \| 우네스코케라톱스 \| \| \| \| |
|  |                                                                     |
|  | 그리포케라톱스                                                      |
|  |                                                                     |
|  | 우네스코케라톱스                                                    |
|  |                                                                     |

|  | 그리포케라톱스   |
|  |                  |
|  | 우네스코케라톱스 |
|  |                  |

|  | 주청케라톱스                                                        |
|  |                                                                     |
|  | \| \| 그리포케라톱스 \| \| \| \| \| \| 우네스코케라톱스 \| \| \| \| |
|  |                                                                     |
|  | 그리포케라톱스                                                      |
|  |                                                                     |
|  | 우네스코케라톱스                                                    |
|  |                                                                     |

|  | 그리포케라톱스   |
|  |                  |
|  | 우네스코케라톱스 |
|  |                  |

|  | 주청케라톱스                                                        |
|  |                                                                     |
|  | \| \| 그리포케라톱스 \| \| \| \| \| \| 우네스코케라톱스 \| \| \| \| |
|  |                                                                     |
|  | 그리포케라톱스                                                      |
|  |                                                                     |
|  | 우네스코케라톱스                                                    |
|  |                                                                     |

|  | 그리포케라톱스   |
|  |                  |
|  | 우네스코케라톱스 |
|  |                  |

|  | 주청케라톱스                                                        |
|  |                                                                     |
|  | \| \| 그리포케라톱스 \| \| \| \| \| \| 우네스코케라톱스 \| \| \| \| |
|  |                                                                     |
|  | 그리포케라톱스                                                      |
|  |                                                                     |
|  | 우네스코케라톱스                                                    |
|  |                                                                     |

|  | 그리포케라톱스   |
|  |                  |
|  | 우네스코케라톱스 |
|  |                  |

|  | 주청케라톱스                                                        |
|  |                                                                     |
|  | \| \| 그리포케라톱스 \| \| \| \| \| \| 우네스코케라톱스 \| \| \| \| |
|  |                                                                     |
|  | 그리포케라톱스                                                      |
|  |                                                                     |
|  | 우네스코케라톱스                                                    |
|  |                                                                     |

|  | 그리포케라톱스   |
|  |                  |
|  | 우네스코케라톱스 |
|  |                  |

|  | 주청케라톱스                                                        |
|  |                                                                     |
|  | \| \| 그리포케라톱스 \| \| \| \| \| \| 우네스코케라톱스 \| \| \| \| |
|  |                                                                     |
|  | 그리포케라톱스                                                      |
|  |                                                                     |
|  | 우네스코케라톱스                                                    |
|  |                                                                     |

|  | 그리포케라톱스   |
|  |                  |
|  | 우네스코케라톱스 |
|  |                  |

|  | 주청케라톱스                                                        |
|  |                                                                     |
|  | \| \| 그리포케라톱스 \| \| \| \| \| \| 우네스코케라톱스 \| \| \| \| |
|  |                                                                     |
|  | 그리포케라톱스                                                      |
|  |                                                                     |
|  | 우네스코케라톱스                                                    |
|  |                                                                     |

|  | 그리포케라톱스   |
|  |                  |
|  | 우네스코케라톱스 |
|  |                  |

|  | 주청케라톱스                                                        |
|  |                                                                     |
|  | \| \| 그리포케라톱스 \| \| \| \| \| \| 우네스코케라톱스 \| \| \| \| |
|  |                                                                     |
|  | 그리포케라톱스                                                      |
|  |                                                                     |
|  | 우네스코케라톱스                                                    |
|  |                                                                     |

|  | 그리포케라톱스   |
|  |                  |
|  | 우네스코케라톱스 |
|  |                  |

|  | 주청케라톱스                                                        |
|  |                                                                     |
|  | \| \| 그리포케라톱스 \| \| \| \| \| \| 우네스코케라톱스 \| \| \| \| |
|  |                                                                     |
|  | 그리포케라톱스                                                      |
|  |                                                                     |
|  | 우네스코케라톱스                                                    |
|  |                                                                     |

|  | 그리포케라톱스   |
|  |                  |
|  | 우네스코케라톱스 |
|  |                  |

|  | 주청케라톱스                                                        |
|  |                                                                     |
|  | \| \| 그리포케라톱스 \| \| \| \| \| \| 우네스코케라톱스 \| \| \| \| |
|  |                                                                     |
|  | 그리포케라톱스                                                      |
|  |                                                                     |
|  | 우네스코케라톱스                                                    |
|  |                                                                     |

|  | 그리포케라톱스   |
|  |                  |
|  | 우네스코케라톱스 |
|  |                  |

|  | 주청케라톱스                                                        |
|  |                                                                     |
|  | \| \| 그리포케라톱스 \| \| \| \| \| \| 우네스코케라톱스 \| \| \| \| |
|  |                                                                     |
|  | 그리포케라톱스                                                      |
|  |                                                                     |
|  | 우네스코케라톱스                                                    |
|  |                                                                     |

|  | 그리포케라톱스   |
|  |                  |
|  | 우네스코케라톱스 |
|  |                  |

|  | 주청케라톱스                                                        |
|  |                                                                     |
|  | \| \| 그리포케라톱스 \| \| \| \| \| \| 우네스코케라톱스 \| \| \| \| |
|  |                                                                     |
|  | 그리포케라톱스                                                      |
|  |                                                                     |
|  | 우네스코케라톱스                                                    |
|  |                                                                     |

|  | 그리포케라톱스   |
|  |                  |
|  | 우네스코케라톱스 |
|  |                  |

|  | 주청케라톱스                                                        |
|  |                                                                     |
|  | \| \| 그리포케라톱스 \| \| \| \| \| \| 우네스코케라톱스 \| \| \| \| |
|  |                                                                     |
|  | 그리포케라톱스                                                      |
|  |                                                                     |
|  | 우네스코케라톱스                                                    |
|  |                                                                     |

|  | 그리포케라톱스   |
|  |                  |
|  | 우네스코케라톱스 |
|  |                  |

|  | 주청케라톱스                                                        |
|  |                                                                     |
|  | \| \| 그리포케라톱스 \| \| \| \| \| \| 우네스코케라톱스 \| \| \| \| |
|  |                                                                     |
|  | 그리포케라톱스                                                      |
|  |                                                                     |
|  | 우네스코케라톱스                                                    |
|  |                                                                     |

|  | 그리포케라톱스   |
|  |                  |
|  | 우네스코케라톱스 |
|  |                  |

|  | 주청케라톱스                                                        |
|  |                                                                     |
|  | \| \| 그리포케라톱스 \| \| \| \| \| \| 우네스코케라톱스 \| \| \| \| |
|  |                                                                     |
|  | 그리포케라톱스                                                      |
|  |                                                                     |
|  | 우네스코케라톱스                                                    |
|  |                                                                     |

|  | 그리포케라톱스   |
|  |                  |
|  | 우네스코케라톱스 |
|  |                  |

|  | 주청케라톱스                                                        |
|  |                                                                     |
|  | \| \| 그리포케라톱스 \| \| \| \| \| \| 우네스코케라톱스 \| \| \| \| |
|  |                                                                     |
|  | 그리포케라톱스                                                      |
|  |                                                                     |
|  | 우네스코케라톱스                                                    |
|  |                                                                     |

|  | 그리포케라톱스   |
|  |                  |
|  | 우네스코케라톱스 |
|  |                  |

|  | 주청케라톱스                                                        |
|  |                                                                     |
|  | \| \| 그리포케라톱스 \| \| \| \| \| \| 우네스코케라톱스 \| \| \| \| |
|  |                                                                     |
|  | 그리포케라톱스                                                      |
|  |                                                                     |
|  | 우네스코케라톱스                                                    |
|  |                                                                     |

|  | 그리포케라톱스   |
|  |                  |
|  | 우네스코케라톱스 |
|  |                  |

|  | 주청케라톱스                                                        |
|  |                                                                     |
|  | \| \| 그리포케라톱스 \| \| \| \| \| \| 우네스코케라톱스 \| \| \| \| |
|  |                                                                     |
|  | 그리포케라톱스                                                      |
|  |                                                                     |
|  | 우네스코케라톱스                                                    |
|  |                                                                     |

|  | 그리포케라톱스   |
|  |                  |
|  | 우네스코케라톱스 |
|  |                  |

|  | 주청케라톱스                                                        |
|  |                                                                     |
|  | \| \| 그리포케라톱스 \| \| \| \| \| \| 우네스코케라톱스 \| \| \| \| |
|  |                                                                     |
|  | 그리포케라톱스                                                      |
|  |                                                                     |
|  | 우네스코케라톱스                                                    |
|  |                                                                     |

|  | 그리포케라톱스   |
|  |                  |
|  | 우네스코케라톱스 |
|  |                  |

|  | 주청케라톱스                                                        |
|  |                                                                     |
|  | \| \| 그리포케라톱스 \| \| \| \| \| \| 우네스코케라톱스 \| \| \| \| |
|  |                                                                     |
|  | 그리포케라톱스                                                      |
|  |                                                                     |
|  | 우네스코케라톱스                                                    |
|  |                                                                     |

|  | 그리포케라톱스   |
|  |                  |
|  | 우네스코케라톱스 |
|  |                  |

|  | 주청케라톱스                                                        |
|  |                                                                     |
|  | \| \| 그리포케라톱스 \| \| \| \| \| \| 우네스코케라톱스 \| \| \| \| |
|  |                                                                     |
|  | 그리포케라톱스                                                      |
|  |                                                                     |
|  | 우네스코케라톱스                                                    |
|  |                                                                     |

|  | 그리포케라톱스   |
|  |                  |
|  | 우네스코케라톱스 |
|  |                  |

|  | 주청케라톱스                                                        |
|  |                                                                     |
|  | \| \| 그리포케라톱스 \| \| \| \| \| \| 우네스코케라톱스 \| \| \| \| |
|  |                                                                     |
|  | 그리포케라톱스                                                      |
|  |                                                                     |
|  | 우네스코케라톱스                                                    |
|  |                                                                     |

|  | 그리포케라톱스   |
|  |                  |
|  | 우네스코케라톱스 |
|  |                  |

|  | 주청케라톱스                                                        |
|  |                                                                     |
|  | \| \| 그리포케라톱스 \| \| \| \| \| \| 우네스코케라톱스 \| \| \| \| |
|  |                                                                     |
|  | 그리포케라톱스                                                      |
|  |                                                                     |
|  | 우네스코케라톱스                                                    |
|  |                                                                     |

|  | 그리포케라톱스   |
|  |                  |
|  | 우네스코케라톱스 |
|  |                  |

|  | 주청케라톱스                                                        |
|  |                                                                     |
|  | \| \| 그리포케라톱스 \| \| \| \| \| \| 우네스코케라톱스 \| \| \| \| |
|  |                                                                     |
|  | 그리포케라톱스                                                      |
|  |                                                                     |
|  | 우네스코케라톱스                                                    |
|  |                                                                     |

|  | 그리포케라톱스   |
|  |                  |
|  | 우네스코케라톱스 |
|  |                  |

|  | 주청케라톱스                                                        |
|  |                                                                     |
|  | \| \| 그리포케라톱스 \| \| \| \| \| \| 우네스코케라톱스 \| \| \| \| |
|  |                                                                     |
|  | 그리포케라톱스                                                      |
|  |                                                                     |
|  | 우네스코케라톱스                                                    |
|  |                                                                     |

|  | 그리포케라톱스   |
|  |                  |
|  | 우네스코케라톱스 |
|  |                  |

|  | 주청케라톱스                                                        |
|  |                                                                     |
|  | \| \| 그리포케라톱스 \| \| \| \| \| \| 우네스코케라톱스 \| \| \| \| |
|  |                                                                     |
|  | 그리포케라톱스                                                      |
|  |                                                                     |
|  | 우네스코케라톱스                                                    |
|  |                                                                     |

|  | 그리포케라톱스   |
|  |                  |
|  | 우네스코케라톱스 |
|  |                  |

|  | 바가케라톱스   |
|  |                |
|  | 프로토케라톱스 |
|  |                |

|  | 주니케라톱스 |
|  |              |
|  | 케라톱스과   |
|  |              |

|  | 바가케라톱스   |
|  |                |
|  | 프로토케라톱스 |
|  |                |

|  | 주니케라톱스 |
|  |              |
|  | 케라톱스과   |
|  |              |

|  | 바가케라톱스   |
|  |                |
|  | 프로토케라톱스 |
|  |                |

|  | 주니케라톱스 |
|  |              |
|  | 케라톱스과   |
|  |              |

|  | 바가케라톱스   |
|  |                |
|  | 프로토케라톱스 |
|  |                |

|  | 주니케라톱스 |
|  |              |
|  | 케라톱스과   |
|  |              |

### 다른 속과 구분되는 해부학적 특징
어떤 유기체 (혹은 유기체의 그룹)를 다른 유기체들과 구분해주는 해부학적 특징을 종합적으로 기술하는 것을 진단이라고 부른다. 진단에 기술되는 어떤 특징들은  (모든 특징들이 아니라) 단독파생형질 (autapomorphies)이다. 단독파생형질은 해당 유기체만이 가지고 있는 독특한 해부학적 특징이다.
브라운과 슐라이커 (1935) 에 의하면 몬타노케라톱스는 다음 특징으로 구분할 수 있다.
- 코뼈가 크고 깊고 무거우며 뿔심(horncore)이 잘 발달되어 있다.
- 하악골이 길고 아래쪽 면이 곧게 뻗어 있다.

## 고생물학

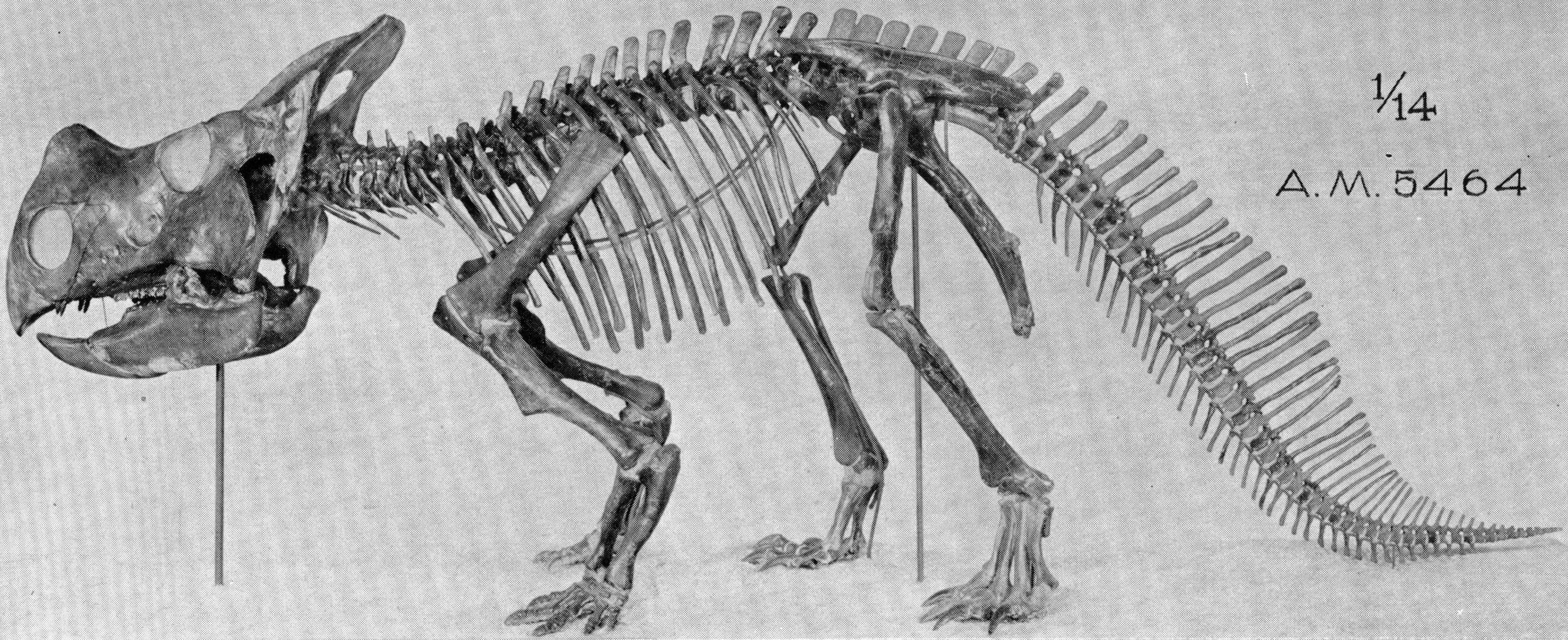
코의 뿔이 잘못 복원된 골격

몬타노케라톱스는 여러 측면에서 이후의 종들과 구분되는 전형적인 원시 각룡류이다. 발굽이 아니라 발톱을 가지고 있고 이빨이 없는 부리 대신 위턱에 이빨이 있다. 코에 뿔이 있다고 생각된 적이 있는데 뺨에 있어야 할 뿔을 착각한 것이었다. 또 하나 특이한 점은 꼬리의 미추에 돌기가 높이 솟아 있는 것이다. 살아 있을 때는 크게 눈에 띄지 않았을 수 있지만 단면을 보면 유난히 위아래로 길었을 것이다. 꼬리는 매우 유연해서 위아래로 길다는 것까지 감안하면 종내에서 신호를 보내는 데 사용되었을 가능성도 있다.
몬타노케라톱스는 다른 각룡류들과 마찬가지로 초식동물이었다. 날카로운 부리로 식물의 잎을 뜯어 먹었을 것이다.

### 고병리학
AMNH 5464 의 미추 몇 개에서는 신경배돌기가 교착되어 있다. 이것은 심한 부상 때문에 생긴 것으로 보이며 죽을 때까지 이 상태가 지속되었을 것이다. 미추의 교착을 일으킨 부상의 증거는 왼쪽 장골의 바깥쪽 표면에서도 볼 수 있는데 골절이 있었던 부위에 크고 불규칙적인 모양으로 뼈가 웃자라 있다.

## 고생태학

### 서식지

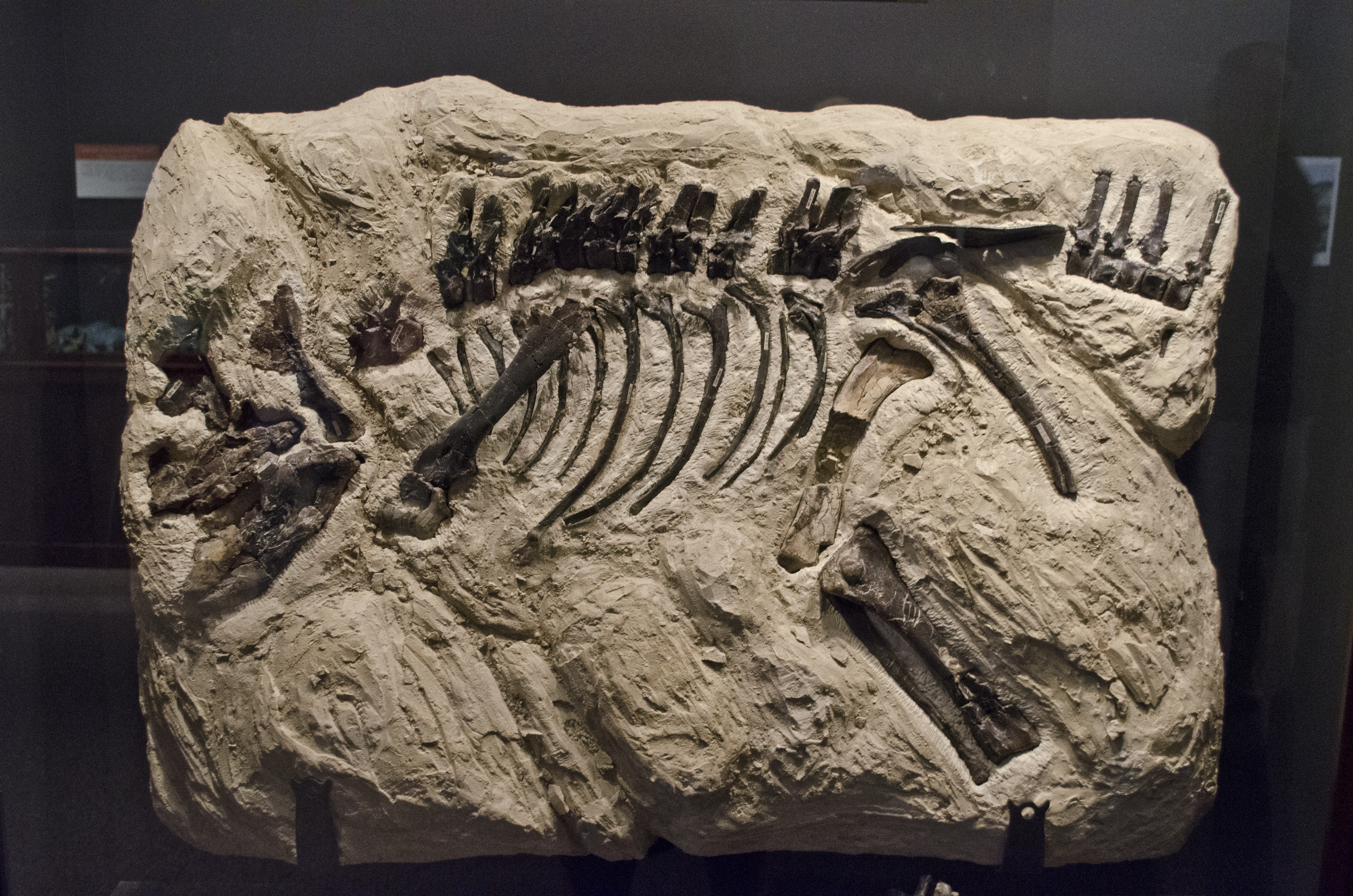
몬태나에서 발견된 어린 개체의 화석

세인트메리리버 층 (St. Mary River Formation) 은 방사성동위원소 연대측정법으로 연대를 측정하지는 않았지만 층서 대비를 통해서 보면 7400만년에서 6600만년 전에 퇴적된 것으로 보인다. 이 당시는 북아메리카대륙을 가르는 베어포 수로(Bearpaw Seaway) 가 후퇴하던 마지막 시기였다. 세인트메리리버 층은 남쪽으로 몬태나 주의 글래시어 카운티에서부터 북쪽으로는 앨버타의 리틀보우리버까지 분포하고 있다. 세인트메리리버 층은 서쪽으로는 로키산맥, 동쪽으로는 캐나다 순상지까지 걸쳐 있는 앨버타주 남서쪽, 서캐나다 퇴적분지의 일부로 호스슈캐년 층과 같은 시대의 지층이다. 공룡이 살던 곳은 서쪽이 산맥으로 막혀 있고 해협과 작은 연못, 강, 그리고 범람원이 있던 지역이다.
호스슈캐년 층 (Horse Shoe Canyon Formation) 은 방사성동위원소 연대측정법으로 측정한 결과 7400만년에서 6700만년 사이에 만들어진 것으로 나타났다. 서부내해수로 (Western Interior Seaway) 가 후퇴하고 있던 백악기 후기의 샹파뉴절과 마스트리흐트절 동안에 퇴적된 지층이다. 육성층인 호스슈캐년 층은 에드먼튼 층군 (Edmonton Group)의 일부인데, 에드먼튼 층군에는 캐나다 에드먼튼 주에 위치한 배틀 층과 화이트머드 층원이 포함된다. 공룡들이 살았던 계곡에는 사행천, 곧게 흐르는 강, 토탄 늪지, 삼각주, 범람원, 해안과 습지 등이 있었다. 해수면 변동으로 인해 호스슈캐년 층은 앞바다 및 근해의 해양 서식지, 석호와 같은 해안 서식지, 그리고 조간대 등 다양한 환경을 보여준다. 습도가 높고 따뜩하여 온대에서 아열대에 해당하는 기후였다. 샹파뉴절에서 마스트리흐트절로 넘어가기 직전에 이 지역의 연평균기온 및 강수량이 급격히 떨어졌다. 이 층에서 발견되는 공룡들은 에드몬토니안 육상척추동물시대를 구성하며 상부와 하부의 동물군과는 확연한 차이를 보인다.

### 고동물군
세인트메리리버 층이 퇴적되던 당시 몬타노케라톱스는 각룡류인 안키케라톱스(Anchiceratops)와 파키리노사우루스 카나덴시스 (Pachyrhinosaurus canadensis), 갑옷을 지닌 노도사우루스류인 에드몬토니아 롱기켑스 (Edmontonia longiceps), 오리주둥이를 가진 하드로사우루스류 에드몬토사우루스 레갈리스 (Edmontosaurus regalis), 수각류 사우로르니토이데스(Saurornithoides), 사우로르니톨레스테스(Saurornitholestes)와 트로오돈(Troodon), 그리고 티라노사우루스과인 알베르토사우루스(Albertosaurus) 등과 같은 서식지에 살았으며 알베르토사우루스가 아마도 최상위 포식자였을 것이다. 몬타노케라톱스와 같은 시기에 살았던 세인트메리리버 층에서 발견되는 척추동물로는 조기어류인 아미아 (Amia fragosa), 레피소스테우스(Lepisosteus), 벨로노스토무스 (Belonostomus longirostris), 파랄불라(Paralbula casei), 플라타코돈(Platacodon nanus) 등과 모사사우루스류인 플리오플라테카르푸스, 이궁류인 캄프소사우루스 등이 있다. 이 지역에는 상당수의 포유류도 살았는데 여기에는 투르기도돈 루셀리(Turgidodon russelli), 키몰레스테스(Cimolestes), 디델포돈(Didelphodon), 렙탈레스테스(Leptalestes), 키몰로돈(Cimolodon nitidus), 그리고 파라키멕소미스(Paracimexomys propriscus) 등이 있다. 무척추동물로는 연체동물 중에서 굴 종류인 크라소스트레아(Crassostrea wyomingensis), 작은 이매패류인 아노미아(Anomia), 그리고 달팽이류인 멜라니아(Melania) 등이 있다. 수중 속씨식물인 트라파고(Trapago angulata), 양서식물잉 양치류 히드롭테리스(Hydropteris pinnata), 땅속줄기식물, 그리고 침엽수 등의 식물들도 살았다.
호스슈캐년 층의 동물군에는 몬타노케라톱스와 같은 시기에 살던 다수의 척추동물이 포함된다. 곡룡류인 아노돈토사우루스(Anodontosaurus lambei), 에드몬토니아(Edmontonia longiceps), 유오플로케팔루스(Euoplocephalus tutus), 마니랍토라인 아트로키랍토르(Atrociraptor marshalli), 에피키로스테노테스(Epichirostenotes curriei), 리카르도에스테시아(Richardoestesia gilmorei, Richardoestesia isosceles), 트로오돈과의 파로니코돈(Paronychodon lacustris)과 명명되지 않은 트로오돈의 한 종, 알바레즈사우루스과의 수각류인 알베로트니쿠스(Albertonykus borealis), 오르니토미무스과에 속하는 드로미케이오미무스(Dromiceiomimus brevitertius), 오르니토미무스(Ornithomimus edmontonicus), 그리고 며염ㅇ되지 않은 스트루티오미무스(Struthiomimus)의 한 종, 후두류인 스테고케라스(Stegoceras), 스파에로톨루스(Sphaerotholus edmontonensis), 조각류인 파르크소사우루스(Parksosaurus warreni), 하드로사우루스과의 에드몬토사우루스(Edmontosaurus regalis), 히파크로사우루스(Hypacrosaurus altispinus), 그리고 사우롤로푸스(Saurolophus osborni), 각룡류인 안키케라톱스(Anchiceratops ornatus), 아르히노케라톱스(Arrhinoceratops brachyops), 에오트리케라톱스(Eotriceratops xerinsularis), 파키리노사우루스(Pachyrhinosaurus canadensis, Pachyrhinosaurus lakustai), 원시적인 티라노사우루스상과 드립토사우루스(Dryptosaurus), 그리고 티라노사우루스과의 알베르토사우루스와 다스플레토사우루스가 있으며 알베르토사우루스와 다스플레토사우루스가 이 환경의 최상위 포식자였을 것으로 보인다. 이들 중에서 하드로사우루스과 공룡들이 수적인 면에서 압도적이었는데 해당 지역에 살던 공룡 수의 절반 정도가 이들이었다. 호스슈캐년 층에 몬타노케라톱스와 같은 시기에 살던 척추동물에는 파충류와 양서류도 포함된다. 어류로는 상어, 가오리, 철갑상어, 보우핀, 가아 그리고 가아와 비슷한 아스피도린쿠스(Aspidorhynchus) 가 발견된다. 거북과 악어류는 호스슈캐년 층에서 찾기 힘든데 이 당시의 기후가 상대적으로 추웠기 때문인 것으로 생각된다. 하지만 퀴니와 동료들의 2013년 연구에서는 거북류의 다양성이 감소한 것이 예전에는 기후 탓으로 생각되었으나 그 대신 토양 유출 환경의 변화와 일치하며 낮은 습도, 지형의 불안정성 등 이주를 막는 요인에 의해 제한되었기 때문이라는 것으로 보였다. 바다물에 사는 장경룡인 레우로스폰딜루스(Leurospondylus)가 발견되며 민물환경에 살던 동물로는 거북, 캄프소사우루스(Champsosaurus), 악어류인 레이디오수쿠스(Leidyosuchus)와 스탄게로캄프사(Stangerochampsa) 등이 있다. 다구치류와 초기 유대류인 디델포돈(Didelphodon coyi)도 살았던 것으로 보인다. 이 지역에서 발견되는 척추동물의 흔적화석에는 수각류, 각룡류 및 조각류의 발자국이 이 있어서 이들 동물도 여기에 살았음을 알려준다. 여기에서 발견되는 무척추동물에는 해양 무척추동물과 육상 무척추동물이 모두 포함된다.